# Jérôme Goulven
Pour les articles homonymes, voir Goulven.
Henry Félix Marie Joseph Lasnet dit Jérôme Goulven, né le 15 août 1901 à Riom (Puy-de-Dôme) et mort le 29 juillet 1992 à Nice (Alpes-Maritimes), est un acteur et producteur français.

## Filmographie

### Comme acteur
- 1932 : La Tête d'un homme de Julien Duvivier : un témoin
- 1934 : La Dame aux camélias de Fernand Rivers : un élégant
- 1935 : Le Clown Bux de Jacques Natanson : Végas
- 1935 : Golgotha de Julien Duvivier
- 1935 : La Route heureuse de Georges Lacombe : Marco Albert
- 1937 : La Dame de pique de Fédor Ozep
- 1941 : Le Moussaillon de Jean Gourguet
- 1942 : Le Comte de Monte-Cristo de Robert Vernay (film tourné en deux époques)
- 1943 : L'aventure est au coin de la rue de Jacques Daniel-Norman : Moussat
- 1943 : Premier de cordée de Louis Daquin : Napoléon
- 1945 : Le Capitan de Robert Vernay
- 1945 : L'Extravagante Mission d'Henri Calef
- 1945 : Mission spéciale de Maurice de Canonge (film tourné en deux époques) : Staub
- 1945 : Le Père Serge de Lucien Ganier-Raymond
- 1946 : Inspecteur Sergil de Jacques Daroy : Monnier
- 1946 : Rouletabille contre la dame de pique de Christian Chamborant
- 1946 : Rouletabille joue et gagne de Christian Chamborant
- 1946 : Rumeurs de Jacques Daroy : François
- 1947 : Erreur judiciaire de Maurice de Canonge
- 1947 : Une belle garce de Jacques Daroy : le capitaine
- 1948 : L'assassin est à l'écoute de Raoul André : Torelli
- 1948 : Sergil et le Dictateur de Jacques Daroy : Monnier
- 1949 : La Belle que voilà de Jean-Paul Le Chanois : le sculpteur
- 1949 : La Soif des hommes de Serge de Poligny
- 1949 : Un homme marche dans la ville de Marcel Pagliero : Muller
- 1949 : A qui le bébé ? d'Henri Verneuil (court métrage)
- 1950 : Dieu a besoin des hommes de Jean Delannoy : le brigadier
- 1951 : Une fille à croquer de Raoul André : le brigadier
- 1952 : Brelan d'as d'Henri Verneuil, dans le sketch : Le témoignage d'un enfant de chœur
- 1952 : Nous sommes tous des assassins d'André Cayatte : Mr Noblet
- 1953 : Faites-moi confiance de Gilles Grangier : Charlie
- 1954 : Avant le déluge d'André Cayatte : le commissaire Marcellier
- 1954 : Marchandes d'illusions de Raoul André
- 1954 : Les pépées font la loi de Raoul André
- 1954 : La Soupe à la grimace de Jean Sacha : le lieutenant
- 1955 : Les Aventures de Gil Blas de Santillane de René Jolivet
- 1955 : Cherchez la femme de Raoul André
- 1957 : Police judiciaire de Maurice de Canonge : Mr Ménard

### Comme producteur
- 1957 : Un certain monsieur de René Jolivet
- 1958 : La Tête contre les murs de Georges Franju
- 1963 : Un drôle de paroissien de Jean-Pierre Mocky
- 1964 : La Grande Frousse de Jean-Pierre Mocky
- 1969 : Solo de Jean-Pierre Mocky
- 1970 : Vertige pour un tueur de Jean-Pierre Desagnat

## Théâtre
- 1935 : L'Homme dans l'ombre de Pierre Palau et Maurice Leblanc d'après Le Chapelet rouge de Maurice Leblanc, Théâtre des Deux Masques
- 1937 : Qui ?... Pourquoi ?... Comment ?... de Pierre Palau et Joseph Jacquin, Théâtre Charles de Rochefort
- 1938 : Frénésie de Charles de Peyret-Chappuis, mise en scène Charles de Rochefort, Théâtre Charles de Rochefort
- 1952 : On ne voit pas les cœurs d'André Chamson, mise en scène Christian-Gérard, Théâtre Charles de Rochefort.
- Doublage Bruce Cabot dans KING KONG